# Smok (1571)

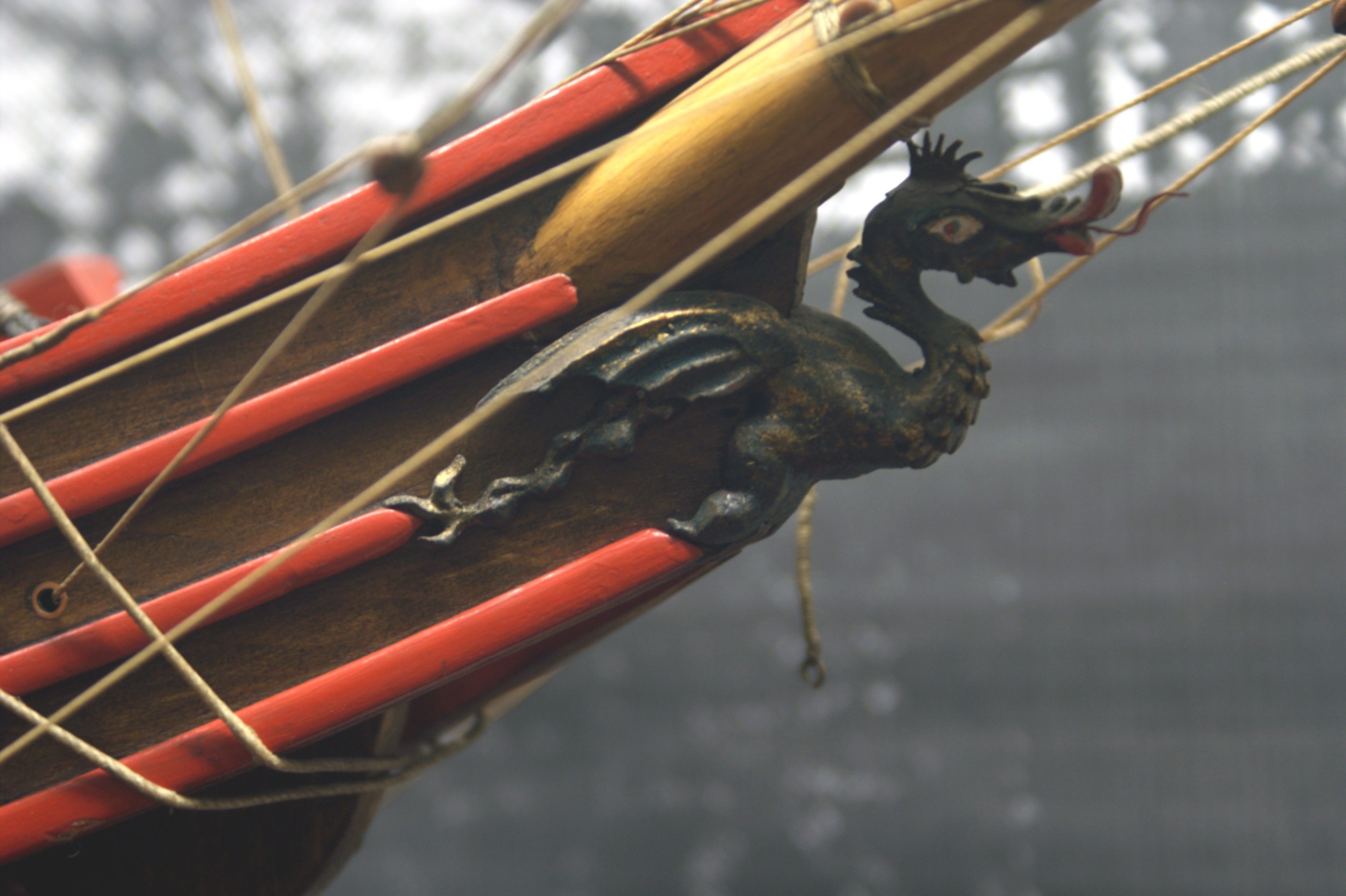
Galion

Galeon "Smok", znany też jako galeona Zygmunta Augusta – pierwszy okręt budowany z przeznaczeniem dla polskiej floty. Nazwa "Smok" jest jedynie domniemana, ponieważ okręt ten miał na dziobie galion w formie głowy smoka. Zamówiony został (razem z dwiema małymi jednostkami pomocniczymi: jednomasztową fregatą i batem) przez króla Zygmunta II Augusta jako zalążek floty.

## Budowa
Okręt zaprojektował i budową kierował sprowadzony z Wenecji mistrz budowy okrętów Domenico Zaviazello z pomocnikiem Giocomo Salvadore, a ogólne kierownictwo nad gospodarczą stroną budowy sprawował z ramienia Komisji Morskiej Jan Bąkowski. Stępkę pod budowę położono 21 czerwca 1570 w Elblągu. Prace przerwano na okres zimowy, od 25 listopada 1570 do marca 1571. Okręt zwodowano 14 czerwca 1571. 15 marca 1572 Bąkowski rozliczył rachunki z budowy i w tym okresie Zaviazello opuścił Polskę, lecz nadal prowadzono prace wykończeniowe pod kierunkiem Salvadore. Mimo to okręt nie został nigdy dokończony, prawdopodobnie z powodu śmierci Zygmunta II Augusta 7 lipca 1572, kiedy to przerwano prace. Okręt nie otrzymał też przewidywanych dział, mimo że zostały już zakupione.

## Dalsze losy
Według jednej z wersji, galeon ten miał zostać następnie spalony podczas ataku gdańszczan na Elbląg w 1577 roku, jednakże według nowszych ustaleń, galeon został wówczas wycofany w górę rzeki Elbląg i uniknął zniszczenia. Podczas wycofania zrąbano jego maszty. Niewykończony galeon został ostatecznie rozebrany pomiędzy 1584 a 1588 rokiem. Los dwóch zbudowanych jednostek pomocniczych nie jest znany. Wiadomo jednak, że obie służyły w 1572 roku.
Wygląd, dokładne wymiary i wyposażenie okrętu nie są znane.

## Plany i modele
- Plany Modelarskie nr 43 (3/1971)
- Mały Modelarz nr: 6/1972, 1/1981, 1-2/2000